# Amphiderita pyrospila
Amphiderita pyrospila är en fjärilsart som beskrevs av Turner 1925. Amphiderita pyrospila ingår i släktet Amphiderita och familjen mott. Inga underarter finns listade i Catalogue of Life.